# Service public fédéral
Pour les articles homonymes, voir SPF.
En Belgique, depuis la réforme administrative appelée réforme Copernic (entamée en 1999), la dénomination Service public fédéral (en abrégé SPF) a remplacé la dénomination ministère fédéral.

## Services publics fédéraux
Lors du premier gouvernement Verhofstadt (1999-2003), la modernisation des services publics fédéraux fut l’un des principaux points politiques. Ce plan de réforme est connu sous le nom de « plan Copernic », d’après un document du 16 février 2000 que l’on a appelé « note Copernic ». Une des conséquences de l’exécution de ce plan fut que les ministères fédéraux furent transformés en services publics fédéraux.
L’organisation générale des SPF est fixée par l’arrêté royal du 7 novembre 2000 modifié notamment par l’arrêté royal du 27 avril 2008. À la tête de chaque SPF se trouve un comité de direction dont le président, fonctionnaire de haut niveau, est le chef du SPF et est responsable du management opérationnel. Un conseil stratégique peut être créé pour faire la liaison entre le comité de direction et la cellule stratégique placée auprès du ministre et ayant un rôle plus politique.
La structure administrative, propre à chaque SPF, peut comprendre des directions générales, des directions et des services.
L’organisation des services publics fédéraux distingue les SPF horizontaux destinés à l’usage interne du gouvernement fédéral et suivant des questions communes à tous les SPF des SPF verticaux qui suivent des domaines d’action exprimant les politiques du gouvernement.
Le recrutement au sein des SPF se fait via Travaillerpour.be.

### SPF horizontaux
- SPF Chancellerie du Premier ministre : créé par l’Arrêté royal (A.R.) du 15 mai 2001
- SPF Stratégie et Appui : créé par l’Arrêté royal (A.R.) du 22 février 2017[5]
  - DG Budget et Évaluation de la Politique
  - DG Simplification et Digitalisation
  - DG Recrutement et Développement
  - DG Secrétariat social PersoPoint
  - DG Comptable fédéral et Procurement
  - DG Service d’Appui interne

### SPF verticaux
- SPF Affaires étrangères, Commerce extérieur et Coopération au Développement : A.R. du 8 mars 2002
- SPF Intérieur : A.R. du 14 janvier 2002
- SPF Finances : A.R. du 17 février 2002
- SPF Mobilité et Transports : A.R. du 20 novembre 2001
- SPF Emploi, Travail et Concertation sociale : A.R. du 3 février 2002
- SPF Sécurité Sociale : A.R. du 23 mai 2001
- SPF Santé publique, Sécurité de la Chaine alimentaire et Environnement : A.R. du 23 mai 2001
- SPF Justice : A.R. du 23 mai 2001
- SPF Économie, PME, Classes moyennes et Énergie : A.R. du 25 février 2002
- Ministère de la Défense : le Ministère de la Défense est le dernier ministère fédéral encore existant en Belgique.

## Services publics de programmation
Il existe également, au niveau fédéral, des Services publics de programmation (SPP). Il s’agit en général d’administrations de taille plus petite. Les services publics de programmation sont actuellement au nombre de deux :
- SPP Intégration sociale, Lutte contre la Pauvreté, Économie sociale et Politique des grandes Villes
- SPP Politique scientifique

## Ministères et Services publics des Régions et des Communautés

### Région wallonne
- Service public de Wallonie (SPW)
  - SPW Secrétariat général
  - SPW Mobilité et Infrastructures
  - SPW Agriculture, Ressources naturelles et Environnement
  - SPW Territoire, Logement, Patrimoine, Énergie
  - SPW Intérieur et Action sociale
  - SPW Économie, Emploi, Recherche
  - SPW Finances

### Région de Bruxelles-Capitale
- Service Public régional de Bruxelles (SPRB)
  - Bruxelles Synergie
  - Bruxelles Économie & Emploi
  - Bruxelles Finances & Budget
  - Bruxelles Logement
  - Bruxelles Mobilité
  - Bruxelles Pouvoirs locaux
  - Bruxelles International
  - Bruxelles Connect IT
- Service public régional de Bruxelles Fiscalité (SPRBF)
- Service public régional de Bruxelles Urbanisme & Patrimoine (urban.brussels)
  - Direction de l’Urbanisme
  - Direction du Patrimoine culturel
  - Direction de la Rénovation urbaine
  - Direction Connaissance et Communication
  - Direction des Affaires juridiques
  - Direction Personnel et Organisation.
- Service public régional de Bruxelles Fonction publique (talent.brussels)

### Communauté et Région flamande
- Autorité flamande (Vlaamse overheid)
  - Chancellerie, Gouvernance publique, Affaires étrangères et Justice (Kanselarij, Bestuur, Buitenlandse Zaken en Justitie, KBBJ)
  - Finances et Budget (Financiën en Begroting, FB)
  - Économie, Sciences et Innovation (Economie, Wetenschap en Innovatie, EWI)
  - Enseignement et Formation (Onderwijs en Vorming, OV)
  - Bien-être, Santé publique et Famille (Welzijn, Volksgezondheid en Gezin, WVG)
  - Culture, Jeunesse, Sports et Médias (Cultuur, Jeugd, Sport en Media, CJSM)
  - Emploi et Économie sociale (Werk en Sociale Economie, WSE)
  - Agriculture et Pêche (Landbouw en Visserij, LV)
  - Mobilité et Travaux publics (Mobiliteit en Openbare Werken, MOW)
  - Environnement (Omgeving, OMG)

### Communauté française
- Ministère de la Communauté française
  - Secrétariat général
  - Administration générale de l’Enseignement
  - Administration générale de la Culture
  - Administration générale de l’Aide à la Jeunesse
  - Administration générale du Sport
  - Administration générale des Maisons de Justice

### Communauté germanophone
- Ministère de la Communauté germanophone
  - Département des Services généraux (Abteilung Allgemeine Dienste)
  - Département des Affaires culturelles et sociales (Abteilung für kulturelle und soziale Angelegenheiten)
  - Département de l'Enseignement et de la Formation (Abteilung für Unterricht und Ausbildung)